# Fundacja „Dzieło Nowego Tysiąclecia”
Fundacja „Dzieło Nowego Tysiąclecia” – fundacja powołana przez Konferencję Episkopatu Polski w 2000 roku jako wyraz wdzięczności dla Jana Pawła II za jego posługę duchową na rzecz Kościoła i Polski.
Fundacją kierują Rada i Zarząd Fundacji. Przewodniczącym Zarządu jest ks. Dariusz Kowalczyk. Siedziba Fundacji znajduje się w Warszawie, w budynku Sekretariatu Konferencji Episkopatu Polski.
Nadzór państwowy nad działalnością Fundacji sprawuje Minister Nauki i Szkolnictwa Wyższego oraz – niezależnie od nadzoru państwowego – Konferencja Episkopatu Polski (jako fundator).

## Cele i władze Fundacji

### Cele Fundacji
Zgodnie ze statutem Fundacja ma trzy zasadnicze cele:
1. wspieranie rozwoju kultury i nauki chrześcijańskiej oraz chrześcijańskich mediów w Polsce;
2. podnoszenie szans edukacyjnych młodzieży z małych miast i wsi;
3. upowszechnianie nauczania Papieża Jana Pawła II;

Fundacja realizuje swoje cele m.in. poprzez:
1. organizowanie Dnia Papieskiego[2] (od 2001 r.);
2. przyznawanie nagród TOTUS (od 2000 r.);
3. prowadzenie programu stypendialnego dla uboższej młodzieży szkolnej i studentów z małych miast i wsi jako pomoc w dostępie do oświaty, nauki i kultury;
4. przeprowadzanie konkursów akademickich o indeksy na studia na uczelniach wyższych;
5. współorganizowanie sympozjów naukowych i konkursów propagujących nauczanie Jana Pawła II.

### Rada Fundacji
W skład wybranej Rady Fundacji w 2024 roku weszli:
- Ks. abp Adrian Galbas SAC - przewodniczący rady
- Ks. abp Wojciech Polak - wiceprzewodniczący rady
- Ks. bp Marek Mendyk
- Piotr Gaweł
- Paulina Guzik
- Paweł Kacprzyk
- Joanna Krupska
- O. prof. dr hab. Jarosław Kupczak OP
- Jan Rychlicki
- Prof. dr hab. Paweł Skibiński
- Ks. prof. dr hab. Jerzy Szymik
- Ks. Dariusz Wilk CSMA

### Zarząd Fundacji
- ks. Dariusz Kowalczyk – przewodniczący;
- ks. Paweł Walkiewicz – wiceprzewodniczący;
- Marek Zdrojewski – wiceprzewodniczący
- ks. Łukasz Nycz - członek

## Programy stypendialne
Fundacja ma na celu wspieranie uzdolnionej młodzieży z ubogich rodzin. Realizuje ona ten cel poprzez program stypendialny. Stypendyści tworzą wspólnoty diecezjalne, a później wspólnoty akademickie, co pozwala na propagowanie chrześcijańskich wartości.

### Konkursy
W latach 2002–2015 był organizowany „Konkurs o Indeks na studia dziennikarskie im. Bpa Jana Chrapka” upamiętniający bpa Jana Chrapka. Nagrodami były indeksy na Uniwersytet Warszawski i Uniwersytet Jagielloński oraz stypendia. Laureatami zostało około 120 maturzystów. Kolejnym konkursem dla maturzystów był współorganizowany przez fundację od 2005 do 2011 konkurs prawniczy „Lex”. Indeksy otrzymało 67 stypendystów fundacji.

### Obozy

#### Uczniowie szkół podstawowych (klasy VII-VIII, w latach 2001-2019 gimnazjaliści) i licealiści
Dwutygodniowe obozy dla młodzieży (gimnazjaliści i licealiści) fundacja organizuje począwszy od 2001 roku. Dotychczasowe miejsca i hasła obozów:
- 2001: Ełk, Kołobrzeg, Przemyśl, Serpelice nad Bugiem, Święta Katarzyna
- 2002: Funka, Kielce, Kołobrzeg, Lublin, Toruń, Warszawa
- 2003: Kraków – „Uczyńmy człowieka”
- 2004: Warszawa – „WAWA 8B: Warszawa Ośmiu Błogosławieństw”
- 2005: Trójmiasto – „T3: Wiara, Nadzieja, Miłość”
- 2006: Poznań – „Siedem Darów Poznania”
- 2007: Wrocław – „Dom Wolności”
- 2008: Aglomeracja Śląska – „Żywe Kamienie”
- 2009: Łódź – „Łódź Dobrego Połowu”
- 2011: Bydgoszcz – „Otwórz się! na Bydgoszcz”
- 2012: Lublin – „Lublin miasto inspiracji”
- 2013: Olsztyn – „wArmia JP2”
- 2014: Szczecin – „Szczecin Pomo(rz/ż)e Świętości”
- 2015: Rzeszów – „Bądź Chrześcijaninem Naprawdę”
- 2017: Białystok – „Białystok – Miasto Miłosierdzia”[5]
- 2018: Kielce – „Kielce – Miasto na Skale”[6]
- 2019: Toruń – „Toruń – Miasto Aniołów”[7]
- 2020: Kraków/Wadowice – „Bogactwo młodości” (pierwszy w historii Fundacji dwudniowy e-obóz, czyli spotkanie wirtualne w miejsce tradycyjnego obozu odwołanego w czasie ze względu na trwającą w Polsce pandemię koronawirusa)[8]

#### Studenci
Rozwój programu stypendialnego sprawił, że w roku 2007 po raz pierwszy został zorganizowany obóz dla stypendystów-studentów. Pierwszy taki obóz odbył się w Węgierskiej Górce, w którym wzięło udział ok. 200 osób. Celem obozów jest m.in. pogłębianie duchowości studentów, integracja oraz poznawanie papieskiego nauczania. Niektóre z obozów stały się kursem ochrony środowiska dzięki projektowi współfinansowanemu przez Narodowy Fundusz Ochrony Środowiska.
Dotychczasowe miejsca i hasła obozów:
- 2007: Węgierska Górka – „Idź”
- 2008: Borowice – „Bądź dla”
- 2009: Murzasichle k. Zakopanego – „Wytrwajcie w miłości mojej”
- 2011: Funka k. Chojnic – „Jestem…”
- 2012: Warszawa – „Rodzina sercem cywilizacji”
- 2013: Wadowice – „Nie lękajcie się Chrystusa”
- 2014: Przemyśl – „Przemyśl Jana Pawła II”
- 2015: Ełk – „Coraggio – odwagi, Bóg jest z wami”
- 2017: Tarnów – „K2 – szczyt świętości”
- 2018: Koszalin – „Koszalin – serce Pomorza”[9]
- 2019: Legnica – „Pokarm na drogę”[10]
- 2020: Gniezno – „Bogactwo młodości” (pierwszy w historii Fundacji dwudniowy e-obóz, czyli spotkanie wirtualne w miejsce tradycyjnego obozu odwołanego w czasie ze względu na trwającą w Polsce pandemię koronawirusa)[8]

#### Maturzyści
Tygodniowe obozy przeznaczone dla stypendystów fundacji – absolwentów szkół średnich rozpoczynających naukę w szkołach wyższych. Celem jest m.in. budowanie wspólnoty oraz poznawanie nauczania Jana Pawła II. Od 2018 roku obozom maturzystów towarzyszą słowa bpa Edwarda Dajczaka skierowane do młodych podczas obozu studentów w Koszalinie: „Życie – niedokończony projekt”. Wcześniej obozy odbywały się pod hasłem najbliższego Dnia Papieskiego.   
Dotychczasowe miejsca i hasła obozów:
- 2008: Borowice – „3M – Miasto, Masa, Maszyna”
- 2009: Murzasichle k. Zakopanego – „Nie bierzcie wzoru z tego świata…”
- 2010: Lidzbark Welski – „Otrzymaliście Ducha przybrania za synów...”
- 2011: Funka k. Chojnic – „Jestem…”
- 2012: Funka k. Chojnic – „Rodzina sercem cywilizacji”
- 2013: Olsztyn – „Nie lękajcie się Chrystusa”
- 2014: Funka k. Chojnic – „Jan Paweł II – Świętymi bądźcie”
- 2015: Myczkowce – „Jan Paweł II – Patron Rodziny”
- 2016: Myczkowce – „Bądźcie świadkami miłosierdzia!”
- 2017: Myczkowce – „Idźmy naprzód z nadzieją”
- 2018: Myczkowce – „Życie – niedokończony projekt”[12]
- 2019: Myczkowce – „Życie – niedokończony projekt”[13]

## Stowarzyszenie Absolwentów Dzieło
Stowarzyszenie Absolwentów Dzieło zostało założone w 2012 przez absolwentów uczelni wyższych, którzy byli objęci programem stypendialnym fundacji. Celami stowarzyszenia są m.in.: troska o rozwój osobowy członków stowarzyszenia, promowanie postaw chrześcijańskich i obywatelskich, wspieranie rozwoju kultury i nauki chrześcijańskiej oraz chrześcijańskich mediów, podnoszenie szans edukacyjnych młodzieży, upowszechnianie nauczania papieża Jana Pawła II.